# Jason Richardson (musicien)
 (novembre 2018).
Pour les articles homonymes, voir Jason Richardson et Richardson.
Jason Richardson, né le 30 juillet 1991, est un musicien américain. 
Il est connu pour être un guitariste technique et rapide et pour avoir joué, entre autres, avec les groupes Born of Osiris et Chelsea Grin. 

## Biographie
Il sort en 2016 un album solo intitulé I, en coopération avec le batteur Luke Holland ainsi que de multiples musiciens invités tel que Spencer Sotelo et Mark Holcomb de Periphery ou Lukas Magyar de Veil of Maya.
En 2018, il devient musicien de tournée avec le groupe All That Remains.

## Discographie
Born of Osiris (2009–2012)
- The Discovery (2011)

Chelsea Grin (2012–2015)
- Evolve, EP (2012)
- Ashes to Ashes (2014)

Solo
- Thought - single (2013)

Projet avec Luke Holland
- I (2016)
- Tendinitis - single (2018)

Featuring
- Suffokate - Vanishing (2011)
- Polyphia - Aviator (2015)
- Purge of Lilith - Warrior (2015)
- Veil of Maya - Teleute (2015)
- Polyphia - Nasty (2018)
- Within Destruction - Sakura (2020)